# (74481) 1999 CL83
(74481) 1999 CL83 – planetoida z pasa głównego asteroid okrążająca Słońce w ciągu 4,61 lat w średniej odległości 2,77 j.a. Odkryta 10 lutego 1999 roku.